# Liwia (imię)
Liwia – imię żeńskie powstałe w starożytnym Rzymie; pierwotnie oznaczało „należąca do rodu Liwiuszów”.
Imię zyskało na popularności w XXI wieku. W 2001 roku nosiło je 598 Polek. Wśród imion nadawanych nowo narodzonym dzieciom w Polsce, Liwia w 2017 roku zajmowała 68. miejsce w grupie imion żeńskich. W styczniu 2025 r. w rejestrze PESEL, wśród publicznie dostępnych danych dotyczących osób żyjących, wykazano 10390 kobiet o imieniu Liwia nadanym jako imię pierwsze.
Męski odpowiednik: Liwiusz.
Liwia imieniny obchodzi 13 listopada, jako wspomnienie św. Augustyny (Liwii) Pietrantoni i 14 grudnia.

## Kobiety o imieniu Liwia
- Liwia Druzylla – cesarzowa rzymska,
- Liwia Orestylla – cesarzowa rzymska, następczyni Liwii Druzylli,
- Livia Brito – meksykańska aktorka,
- Lívia Járóka – węgierska politykini,
- Livia Klausová – była czeska pierwsza dama,
- Livia Millhagen – szwedzka aktorka,
- Lívia Tóth – węgierska lekkoatletka,
- Livia Turco – włoska politykini.

Postaci fikcyjne o imieniu Liwia:
- Livia Beale – postać fikcyjna z serialu Journeyman – podróżnik w czasie,